# Raymundo Isidro Alavez
Raymundo Isidro Alavez (Boxtha Chico, 15 de marzo de 1955) es un ensayista y traductor mexicano en idioma otomí (hñähñu).

## Biografía
Nacido en Boxtha Chico, Hidalgo, obtuvo una maestría en ciencias políticas y administración pública por la Facultad de Ciencias Políticas y Sociales de la Universidad Nacional Autónoma de México (UNAM). En 2009 obtuvo una beca en Traducción Literaria por el Centro Internacional de Traductores Literarios en Banff, Canadá.
Se ha desempeñado como articulista en el periódico Síntesis Hidalgo, con la columna "Signos de nuestro tiempo", desde 1999. Así mismo ha colaborado con ensayos dentro de libros colectivos como «¿Para qué traducir a la lengua hñähñu- Why Traslate into Hñähñu?» en Beyond Words: Translating the World (2010) y «Los valores que inculca El Principito y su traducción al hñähñu.» en La enseñanza en lenguas en discusión. Proyecto y experiencias en gestión en lenguas extranjeras, literalidad académica y digital y lenguas originarias (2014).
Ha traducido múltiples libros al idioma otomí (hñähñu) como Ra zi ts´unt´u dängandä = El principito (2012), El llano en llamas: traducción al hñähñú u otomí del Valle del Mezquital Hidalgo (2013), y "Ndada Hongahogam'ui pa ya bätsi = Don Quijote para los niños = Don Quixote for children" (2015).

## Publicaciones seleccionadas

### Ensayos
- Ouriou, Susan, ed. (2010). Beyond Words: Translating the World. Canadá: Banff Centre Press. ISBN 9781894773386.

### Traducciones
- Antoine de Saint-Exupéry (2012).  Alavez, Raymundo Isidro, ed. Ra zi ts'u̱nt'u̱ dängandä: ko ya k'oi bi hyoka ra t'o̱tanfist'ofo. Ixmiquilpan, Hdg., México: Inst. Humboldt de Investigaciones Interdisciplinarias en Humanidades [u.a.] ISBN 9786079597108. (Traducción al otomí)
- Juan Rulfo.  Alavez, Raymundo Isidro, ed. El llano en llamas (1. edición). México, Distrito Federal: FES Acatlán, Universidad Nacional Autónoma de México, Facultad de Estudios Superiores Acatlán. ISBN 9786070241673. (Traducción al otomí)
- Miguel de Cervantes (2015).  Alavez, Raymundo Isidro, ed. Ndada Hongahogam'ui pa ya bätsi = Don Quijote para los niños = Don Quixote for children. Guanajuato: Consejo Nacional para la Cultura y las Artes / Universidad de Guanajuato / Instituto Queretano de la Cultura y las Artes / Fundación Cervantina Eulalio Ferrer / Museo Iconográfico del Quijote / Centro de Estudios Cervantinos. ISBN 9786079664220. (Traducción al otomí)